# Lipót, Győr-Moson-Sopron
Lipót  este un sat în districtul Mosonmagyaróvár, județul Győr-Moson-Sopron, Ungaria, având o populație de 673 de locuitori (2011). 

## Demografie
Componența etnică a satului Lipót
     Maghiari (96,27%)
     Germani (2,09%)
     Necunoscut (0,45%)
     Alții (1,19%)
Componența confesională a satului Lipót
     Fără religie (1,78%)
     Necunoscută (96,88%)
     Alte religii (1,34%)
Conform recensământului din 2011, satul Lipót avea 673 de locuitori. Din punct de vedere etnic, majoritatea locuitorilor (96,27%) erau maghiari, cu o minoritate de germani (2,09%). Apartenența etnică nu este cunoscută în cazul a 0,45% din locuitori. Nu există o religie majoritară, locuitorii fiind  și persoane fără religie (1,78%). Pentru 96,88% din locuitori nu este cunoscută apartenența confesională.